# Христо Илиев – Патрата
Вижте пояснителната страница за други личности с името Христо Илиев.
Христо Бристов Илиев – Патрата е български футболист. Роден е на 11 май 1936 г. в София.

## Кариера
Играе в Левски от 1953 до 1959 г. и от 1961 до 1968 г. (276 мача и 99 гола за първенство), Ботев (Пловдив) през 1959–1961 г. (38 мача и 10 гола). Шампион през 1965 и 1968 г., носител на купата през 1956, 1957, 1959 и 1967 г. Има 316 мача и 108 гола в А група. Голмайстор през 1957 г. с 14 гола. Има 24 мача и 9 гола в националния отбор, където дебютира на 26 юни 1955 г. срещу Полша 1:1, последен мач на 23 януари 1963 г. срещу Португалия 1:0 в Рим. Участва на СП-62 (вкарва решителния гол в квалификацията с Франция в София, довел до трети допълнителен мач). Носител на купата по спортсменство през 1966 г. Заслужил майстор на спорта от 1961 г. Бърз, пробивен, с отличен пас, един от любимците на публиката. 
Загива в автомобилна катастрофа на 24 март 1974 г.

## Успехи

### Отборни
Левски (София)
- А група (2): 1964/65, 1967/68
- Купа на Съветската армия (3): 1956, 1957, 1959

### Индивидуални
- Голмайстор на А група (1): 1957 (14 гола)